# فرانک ویگاند
فرانک ویگاند (به انگلیسی: Frank Wiegand) (زادهٔ ۱۵ مارس ۱۹۴۳) شناگر اهل آلمان است.